# Viola hieronymi
Viola hieronymi är en violväxtart som beskrevs av Wilhelm Becker. Viola hieronymi ingår i släktet violer, och familjen violväxter. Inga underarter finns listade i Catalogue of Life.